# مارغا لوبيز
مارغا لوبيز (بالإسبانية: Marga López)‏ هي ممثلة سينمائية مكسيكية (ولدت يوم 8 يونيو من العام 1924 في سان ميغيل دي توكومان بالأرجنتين)

## روابط خارجية
- مارغا لوبيز على موقع IMDb (الإنجليزية)
- مارغا لوبيز على موقع روتن توميتوز (الإنجليزية)
- مارغا لوبيز على موقع ألو سيني (الفرنسية)
- مارغا لوبيز على موقع أول موفي (الإنجليزية)
- مارغا لوبيز على موقع قاعدة بيانات الأفلام السويدية (السويدية)
- مارغا لوبيز على موقع قاعدة بيانات الفيلم (الإنجليزية)
- مارغا لوبيز على موقع كينوبويسك (الروسية)